# Hassantoren

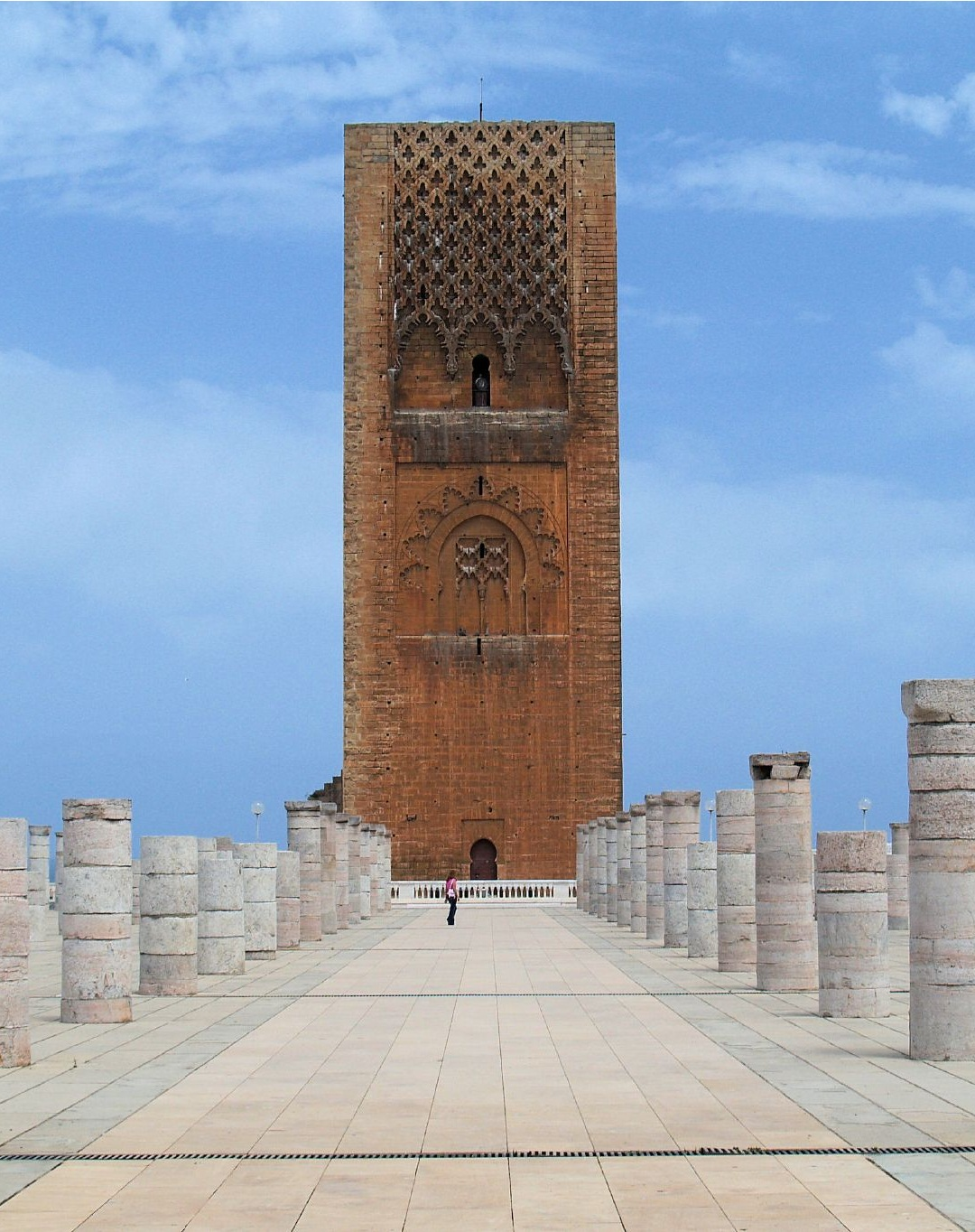
De Hassantoren

De Hassantoren (Arabisch: صومعة حسان, Frans: Tour Hassan) is de minaret van een incomplete moskee in de hoofdstad Rabat van Marokko.
In 1195 werd een begin gemaakt met de bouw van de toren met de bedoeling om het de grootste minaret ter wereld te laten worden, samen met de moskee die ook 's werelds grootste moskee moest worden. Toen in 1199 kalief Yaqub al-Mansur overleed viel ook de financier weg en werd de bouw stilgelegd. De toren had toen nog maar een hoogte van 44 meter bereikt, ongeveer de helft van de oorspronkelijke bedoeling. Ook de moskee werd niet verder afgebouwd: er waren alleen een paar muren en ongeveer 200 zuilen gebouwd.
De toren, opgetrokken uit rood zandsteen en de restanten van de muren en zuilen vormt samen met het moderne mausoleum van Koning Mohammed V een belangrijke historische en toeristische locatie in Rabat.

## Opdrachtgever
Yaqub al-Mansur, die opdracht gaf tot de bouw van de Hassantoren, was een lid van de Almohadendynastie, een Berber dynastie in Noord-Afrika en het Iberisch Schiereiland. Hij liet ook andere bouwwerken in Rabat bouwen, met als bekendste voorbeelden de Kasbah van de Udayas en de ombouw van het historische Chellah-complex, gebouwd door de Foeniciers en Romeinen tot een "dodenstad" (necropool).

## Architect
Volgens overlevering was de architect van de toren een zekere Jabir die eenzelfde ontwerp maakte voor de zustertoren: de Giralda in Sevilla, Spanje. Beide torens waren gebaseerd op een ander ontwerp van Jabir: de Koutoubia-moskee in Marrakesh.